# Estadio Naghsh-e-Jahan

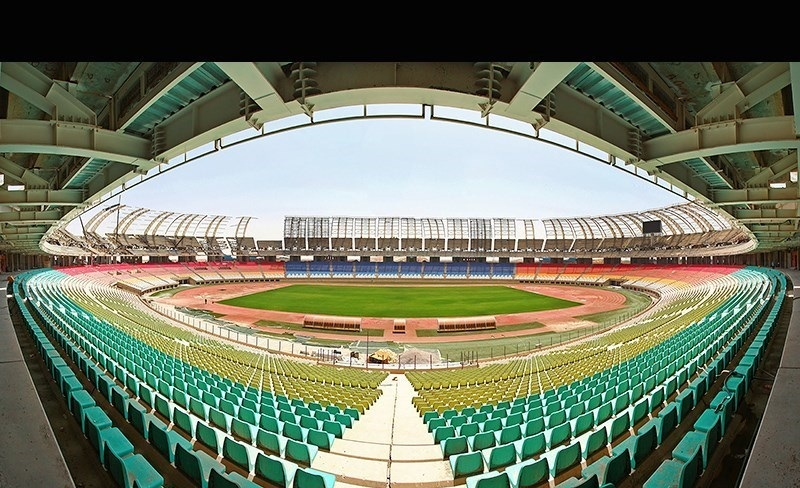
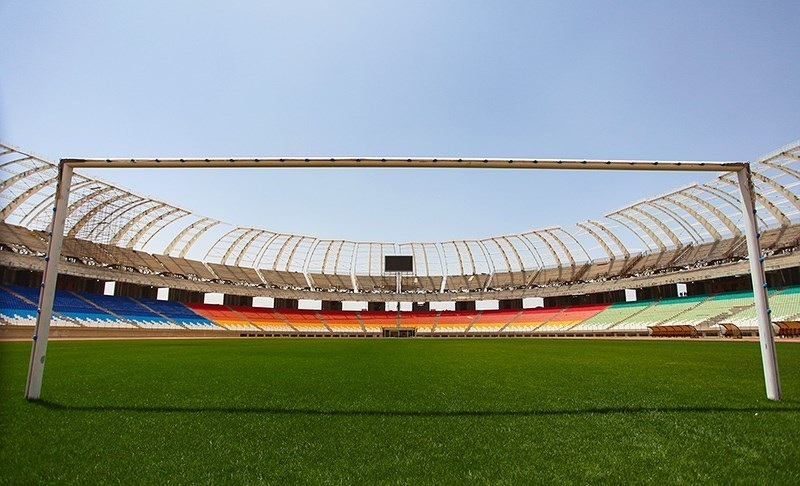
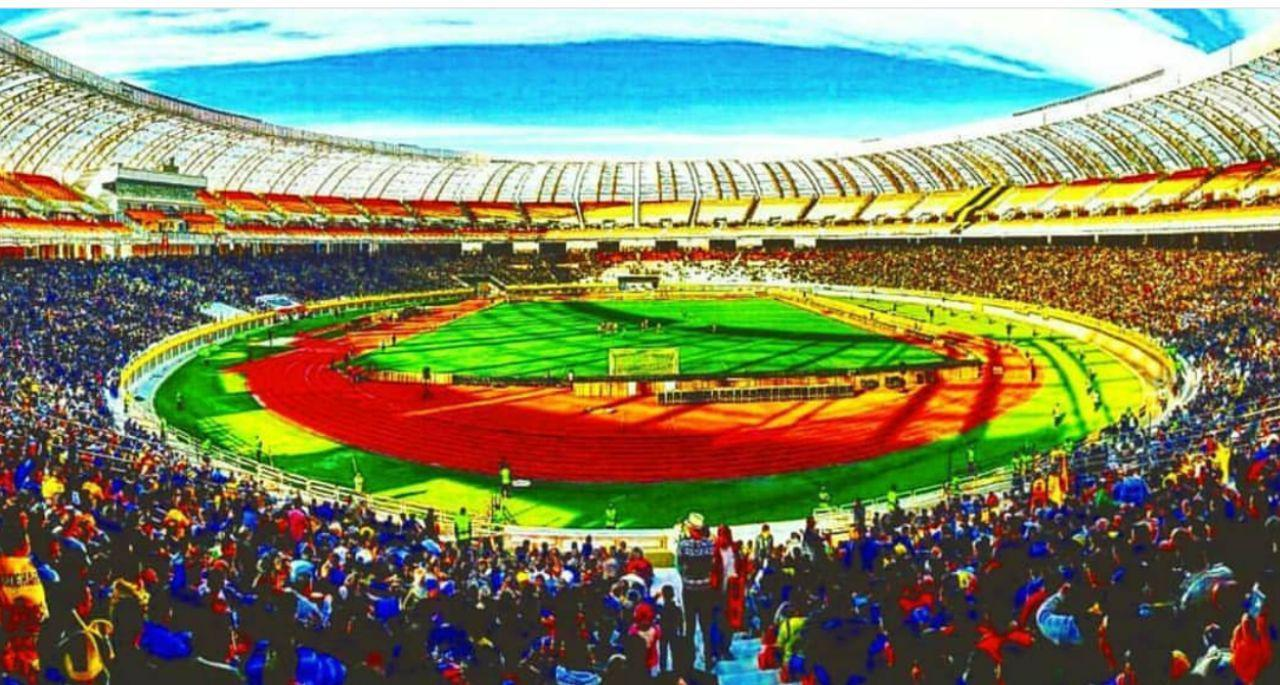

El Estadio Naghsh-e-Jahan (en persa: استاديوم نقش جهان‎) es un estadio multiusos ubicado en la ciudad de Isfahán en Irán, usado para la práctica del fútbol. Fue inaugurado oficialmente en 2003 por el entonces primer vicepresidente iraní Mohammad Reza Aref en el aniversario de la Revolución Islámica (11 de febrero de 1979). El estadio con capacidad para 75 000 espectadores es el segundo estadio más grande del país después del Estadio Azadi de Teherán.
El estadio fue inaugurado en 2003 en su primera etapa, solo con la habilitación de su bandeja inferior y una capacidad para 45 000 espectadores. Desde 2003 a 2007 fue utilizado por el club Sepahan Isfahan integrante de la Liga Profesional de fútbol.
En 2007 el estadio cerro sus puertas para la finalización de la segunda fase, se construyó la bandeja superior para ampliar la capacidad a 75 000 visitantes. Debido a problemas financieros el proyecto fue paralizado por largos años. En 2014, el Ministerio de Deportes y Juventud firmaron un acuerdo con Mobarakeh Steel Company como inversor para completar el estadio. El proyecto se reinició a principios de 2015, con la reconstrucción de ciertas partes del estadio y la construcción de la cubierta del recinto. El proyecto tuvo un comienzo lento gracias a una escasez de hojas de metal necesarios para construir sus estructuras y reformar la cubierta. Se estima una nueva reinauguración a mediados de 2016.